# Benny Goodman
Benny Goodman je prvi veliki bijeli jazz glazbenik. Svirao je klarinet i imao svoj big band. U vrlo ranoj dobi naučio je svirati klarinet u Hull House bandu te počeo profesionalno raditi već kao dijete. Kada je imao 16 godina pridružio se jednom big bandu Bena Pollacka s kojim je snimio prvu ploču 1926. godine.  Nakon smrti brata Davida, Benny napušta band te odlazi u New York.  1932. godine formira svoj big band u New Yorku. Iste godine je unajmljen za televiziju NBC i program «Let's Dance». S programom postiže veliku slavu te 1938. godine održava slavni koncert u Carnegie Hallu. Njegov orkestar je vrlo važan jer su u njemu po prvi puta zajedno svirali crni i bijeli glazbenici.

## Diskografija
- A Jazz Holiday (1928, Decca)
- Benny Goodman and the Giants of Swing (1929, Prestige)
- BG and Big Tea in NYC (1929, GRP)
- Swinging '34 Vols. 1 & 2 (1934, Melodean)
- Sing, Sing, Sing (1935, Bluebird)
- The Birth of Swing (1935, Bluebird)
- Original Benny Goodman Trio and Quartet Sessions, Vol. 1: After You've Gone (1935, Bluebird)
- Stomping at the Savoy (1935, Bluebird)
- Air Play (1936, Doctor Jazz)
- Roll 'Em, Vol. 1 (1937, Columbia)
- Roll 'Em, Vol. 2 (1937, CBS)
- From Spirituals to Swing (1938, Vanguard)
- Carnegie Hall Jazz Concert (1938, Columbia)
- Carnegie Hall Concert Vols. 1, 2, & 3 (Live) (1938, Columbia)
- Ciribiribin (Live) (1939, Giants of Jazz)
- Swingin' Down the Lane (Live) (1939, Giants of Jazz)
- Featuring Charlie Christian (1939, Columbia)
- Eddie Sauter Arrangements (1940, Columbia)
- Swing Into Spring (1941, Columbia)
- Undercurrent Blues (1947, Blue Note)
- Swedish Pastry (1948, Dragon)
- Sextet (1950, Columbia)
- BG in Hi-fi (1954, Capitol)
- Peggy Lee Sings with Benny Goodman (1957, Harmony)
- Benny in Brussels Vols. 1 & 2 (1958, Columbia)
- In Stockholm 1959 (1959, Phontastic)
- The Benny Goodman Treasure Chest (1959, MGM)
- The King Swings Star Line
- Pure Gold (1992)
- 1935-1938 (1998)
- Portrait of Benny Goodman (Portrait Series) (1998)
- Carnegie Hall Jazz Concert '38 (1998)
- Bill Dodge All-star Recording (1999)
- 1941-1955 His Orchestra and His (1999)
- Live at Carnegie Hall (1999)

## Vanjske poveznice
- Službena stranica
- PBS - Benny Goodman  Arhivirana inačica izvorne stranice od 14. listopada 2007. (Wayback Machine)
- IMDB - Benny Goodman